# دلچوو (استان بلاگووگراد)
دلچوو (به بلغاری: Delchevo) یک منطقهٔ مسکونی در بلغارستان است که در شهرستان گوتسه دلچو واقع شده‌است. دلچوو ۲۸٫۳۱۸ کیلومتر مربع مساحت و ۴۹ نفر جمعیت دارد و ۱٬۰۲۴ متر بالاتر از سطح دریا واقع شده‌است.